# Sécurité des transports

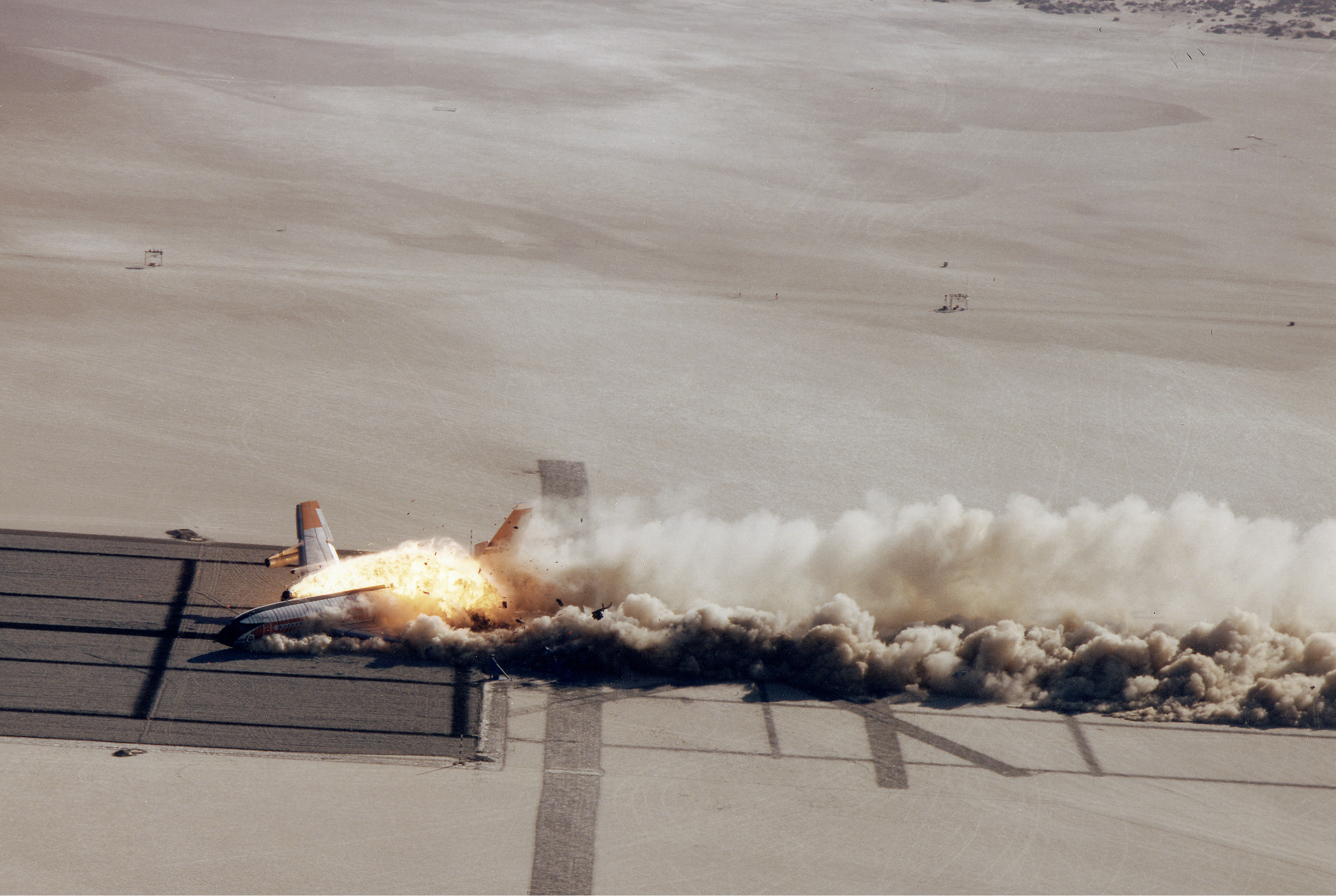
Test de crash aérien en vue d'améliorer la sécurité.

La sécurité des transports est une préoccupation importante pour les exploitants de système de transport et pour les autorités nationales et internationales. Le transport, quel que soit le mode, est une activité qui comporte des risques importants d'une part du fait de la vitesse liée au déplacement des parties mobiles (véhicules, cabines, etc.) et d'autre part, pour les transports collectifs par le fait qu'ils peuvent concerner de nombreuses personnes. On peut distinguer les risques internes pour les voyageurs et le personnel, et les risques externes pour les tiers, les riverains des infrastructures et pour le milieu naturel. Cette situation a induit la constitution d'une réglementation touffue, d'abord sur le plan national, puis, avec le développement des transports internationaux, aériens notamment, au niveau international et mondial.

## Types de risques
Les risques liés à la sécurité des transports peuvent se classer ainsi :
- Risques pour les personnes :
- Risques pour les biens :
- Risques pour le milieu naturel :

## Facteurs de risque

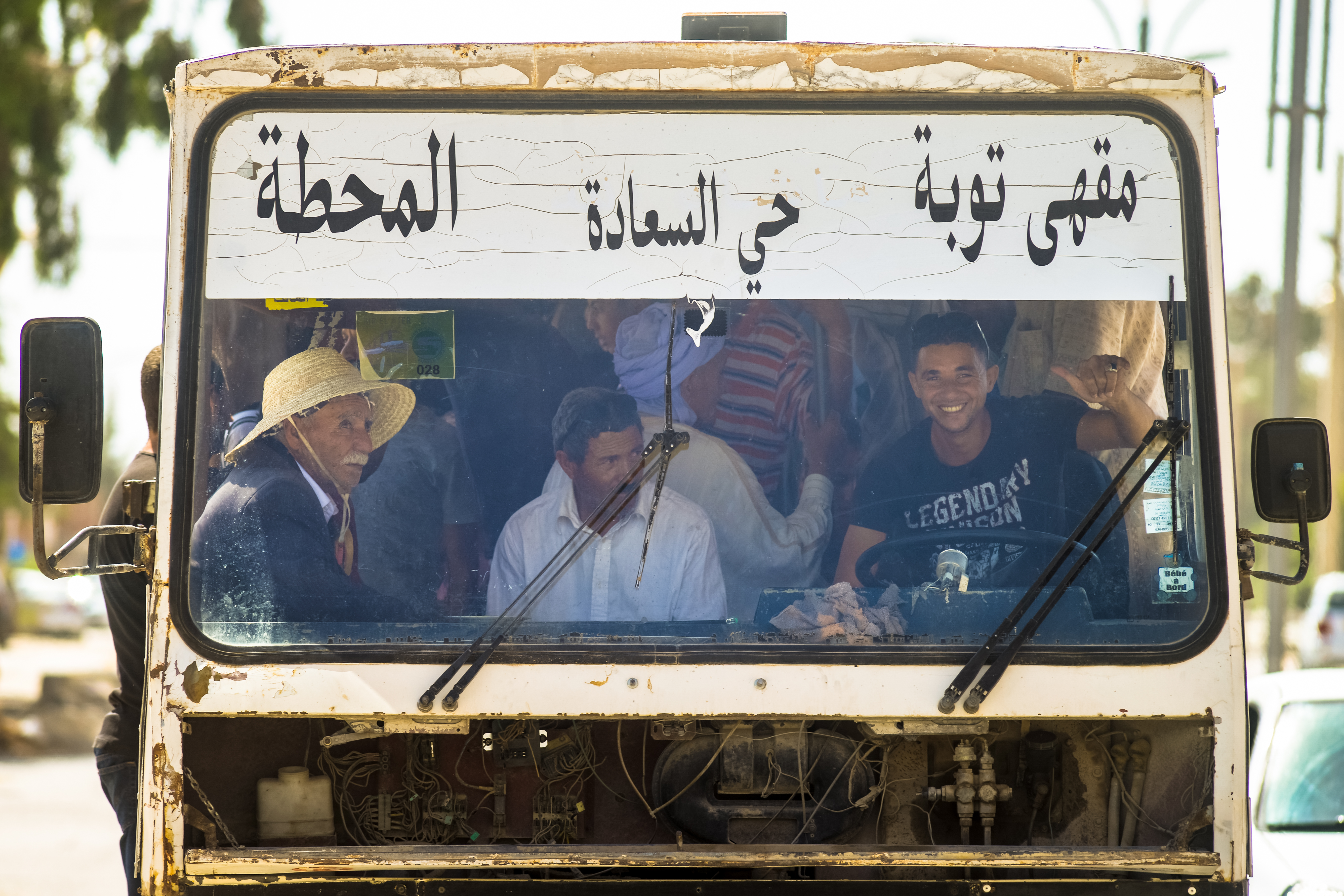
Conduite d'un vieil autobus dans un quartier défavorisé en Algérie.

- Facteur humain : conduite, contrôle, surveillance, entretien...
- Facteur matériel : fonction de l'adaptation et de l'état du matériel utilisé (infrastructure, signalisation, véhicules...)
- Nature des marchandises transportées : matières dangereuses telles que les explosifs, produits inflammables ou toxiques...
  - Par exemple, la présence de carburants très inflammables est un facteur de risque aggravant.
  - Il est important de définir des échelles de dangerosité ou de toxicité. Certains risques insidieux peuvent ne pas être perçus au premier abord.

## Causes des dommages
Les causes des dommages appartiennent à deux catégories essentielles qui structurent l'approche sécuritaire en deux domaines bien distincts,, :
- cause accidentelle >> Sécurité-alea (Sécurité/Sûreté de Fonctionnement en français, Safety en anglais)
- cause intentionnelle >> Sécurité-fait intentionnel (Sûreté en français, Security en anglais)

Les causes des dommages peuvent être attribuées :
- soit aux ressources humaines :
  - non perception de la situation par absence d'information ou information erronée ;
  - défaillance physique ou mentale ;
  - formation inadaptée ;
  - faute ou négligence du personnel d'exploitation ou de conduite ;

- soit aux procédures mises en application :
  - défauts dans les exigences de sécurité (non port de la ceinture de sécurité sur route ou absence de casque vélo pour les cyclistes par exemple);
  - mauvaise organisation ;
  - instructions inadaptées ;

- soit au matériel :
  - défaut de l'infrastructure, par suite d'erreur de conception ou de défaut d'entretien,
  - défauts dans les modes opératoires lors de la fabrication des matériels ;
  - défaillance du matériel roulant, naviguant ou volant (pannes mécaniques),

- soit à des facteurs externes :
  - intempéries, catastrophes naturelles, etc.
  - actes de malveillance, sabotage, terrorisme, actes de guerre...
  - intrusion accidentelle (exemple : véhicule routier immobilisé sur un passage à niveau) ;

- et souvent à la conjugaison de ces facteurs.